# بخش کلیبورن (اتحادیه شهرستان، اوهایو)
بخش کلیبورن (به انگلیسی: Claibourne Township) یک منطقهٔ مسکونی در ایالات متحده آمریکا است که در شهرستان یونیون، اوهایو واقع شده‌است.
 بخش کلیبورن ۸۹٫۹ کیلومتر مربع مساحت و ۳٬۵۱۹ نفر جمعیت دارد و ۲۸۷ متر بالاتر از سطح دریا واقع شده‌است.